# Esteban Ventura Novo
Esteban Ventura Novo (Pijirigua, 26 de diciembre de 1913-Miami, 21 de mayo de 2001) fue un militar y policía cubano. Fue jefe de la Policía Nacional durante la dictadura de Fulgencio Batista (1952-1958). Fue conocido como «El sicario de traje blanco».

## Biografía

### Primeros años y carrera
Nació el 26 de diciembre de 1913 en Pijirigua, Artemisa, Cuba. Sus padres fueron Timoteo M. Ventura Hernández y Domitila Novo Córdova, y tuvo varios hermanos. Pasó sus primeros años en la zona rural del Central Andorra, donde trabajó durante algunos años antes de alistarse en el ejército. [cita requerida]
En diciembre de 1933, Ventura se alistó en el Ejército de Cuba y posteriormente fue transferido a la Guardia Rural. Su carrera policial comenzó en 1947, al ingresar en la Policía Nacional, ascendiendo rápidamente gracias a su relación con influyentes figuras políticas.

### Papel en el régimen de Batista
La carrera de Ventura alcanzó su máximo apogeo durante la dictadura de Batista, tras el golpe de Estado de 1952. Para 1958, había ascendido al rango de teniente coronel de la policía de La Habana. [cita requerida]
Era conocido por sus duras tácticas contra quienes se oponían al régimen de Batista. Su mando en la Quinta Estación de La Habana se hizo famoso por los informes de torturas y ejecuciones extrajudiciales. Sus métodos de represión buscaban reprimir la disidencia política y mantener el control de Batista sobre el país.

### Incidente del Humboldt 7

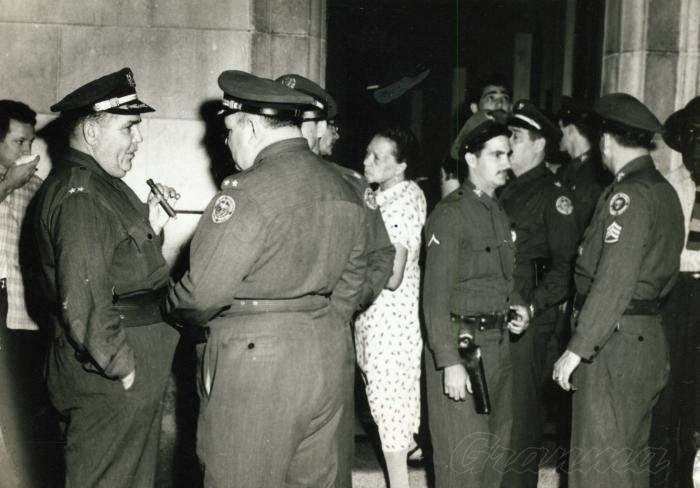
Policía de La Habana en la masacre de Humboldt 7, 20 de abril de 1957.

Uno de los sucesos más infames asociados con Ventura Novo fue el incidente de Humboldt 7 en 1957. Este suceso implicó el asesinato de cuatro miembros del Directorio Revolucionario (DR): Fructuoso Rodríguez, Juan Pedro Carbó Serviá, José Machado Rodríguez (Machadito) y Joe Westbrook, quienes se escondían en un apartamento en el número 7 de la calle Humboldt, en La Habana. Las fuerzas de Ventura acorralaron a los cuatro hombres armados y los mataron brutalmente a quemarropa. Tras la masacre, el apoyo a la policía disminuyó considerablemente.

### Años posteriores
Tras la Revolución cubana de 1959, Ventura huyó a Estados Unidos para escapar de las represalias del nuevo gobierno liderado por Fidel Castro. Vivió en Miami hasta su muerte en 2001.[cita requerida] Durante su exilio, Ventura continuó defendiendo sus crímenes, argumentando que eran necesarias para mantener el orden y combatir el comunismo. Fundó la empresa de seguridad privada Preventive Security Service & Investigation en Miami.[cita requerida]